# Vùng đất Adélie
Vùng đất Adélie là một phần của bờ biển châu Nam cực giữa Điểm Pourquoi Pas tại tọa độ 66°12′N 136°11′Đ / 66,2°N 136,183°Đ và Điểm Alden tại tọa độ 66°48′N 142°02′Đ / 66,8°N 142,033°Đ, với bờ biển dài 350 km và với vùng nội địa kéo dài như một hình quạt khoảng 2.600 km về phía Cực nam. Nó là một trong năm quận của Vùng đất phía Nam và châu Nam cực thuộc Pháp. Diện tích đất, chủ yếu bao phủ bởi băng, ước tính khoảng 432.000 km².
Từ ngày 12 tháng 1 năm 1956, người ta thiết lập một trạm nghiên cứu của Pháp với số lượng nhân viên cố định tại 66°40′N 140°01′Đ / 66,667°N 140,017°Đ, Trạm Dumont d'Urville, với dân số vào mùa đông là 33 người, và lên tới 78 người vào mùa hè ở Nam cực. Trạm đầu tiên của Pháp, Cảng Martin, được xây dựng vào ngày 9 tháng 4 năm 1950 tại 66°49′4″N 141°23′39″Đ / 66,81778°N 141,39417°Đ, nhưng bị phá hủy do một vụ cháy vào đêm ngày 23 đến 24 tháng 1 năm 1952. Cảng Martin chứa được số người mùa đông là 11 vào năm 1950 và 17 vào năm 1951.
Pháp cũng giữ một trạm ở sâu trong đất liền tại dải băng châu Nam cực, cách bờ biển và Trạm Dumont d'Urville 320 km, tại độ cao 2400 mét, Trạm Charcot (đặt theo tên của Jean-Baptiste Charcot) tại 69°22′N 139°01′Đ / 69,367°N 139,017°Đ, xây dựng dành cho IGY 1957/1958, hoạt động từ tháng 1 năm 1957 đến năm 1960, chỉ chứa được 3 người. Trạm này được đào sâu trong tuyết để bảo vệ nó khỏi các cơn gió lớn.
Vùng đất Adélie giáp với Lãnh thổ châu Nam cực thuộc Úc cả ở phía Tây lẫn phía Đông, có tên Vùng đất Claire (một phần của Vùng đất Wilkes) về phía Tây, và Vùng đất George V về phía Đông.
Bờ biển được khám phá vào năm 1840 bởi nhà thám hiểm người Pháp Jules Sébastien César Dumont d'Urville, người đã đặt tên cho nó theo tên vợ của ông, Adélie.